# 일본 후생노동성
후생노동성(일본어: 厚生労働省 고세이로도쇼[*], Ministry of Health, Labor and Welfare, 약칭 : MHLW)은 일본의 행정조직으로, 대한민국의 보건복지부, 고용노동부에 해당된다. 일본에서의 정식 약칭은 후로성(일본어: 厚労省 고로쇼[*])이나, 대한민국에서는 후생성이라는 약칭으로 불리기도 한다.

## 설치 근거 및 소관 업무
| - 후생노동성설치법 제2조 | - 국민 생활의 보장 및 향상 - 사회복지, 사회보장 및 공중위생의 향상 및 증진 - 노동조건 기타 노동자의 노동환경의 정비 및 직업의 확보 - 귀환 원호, 전상 병자, 전역자 유족, 미귀환자 가족 등의 지원 - 구 육군성(현재는 방위성으로 통폐합)의 잔업의 정리 |

## 연혁
- 1938년(쇼와 13년) 1월 11일 : 후생성을 설치.
- 1947년(쇼와 22년) 9월 1일 : 노동성을 설치.
- 2001년(헤이세이 13년) 1월 6일 : 후생성과 노동성을 통폐합하여, 후생노동성을 설치.

## 조직

### 간부
- 대신 1인
- 부대신 2인
- 대신정무관 2인
- 사무차관 1인
- 심의관 1인

### 내부부국
| - 인사과 - 총무과 - 회계과 - 지방과 - 국제과 - 후생과학과 | - 기획과 - 인구동태·보건사회통계과 - 고용·임금복지통계과 | - 총무과 - 지역의료계획과 - 의료경영지원과 - 의사과 - 치과보건과 - 간호과 - 경제과 - 연구개발진흥과 | - 총무과 - 암대책·건강증진과 - 질병대책과 - 결핵감염증과 - 생활위생과 - 수도과 | - 총무과 - 심사관리과 - 안전대책과 - 감시지도·마약대책과 - 혈액대책과 | - 기획정보과 - 기준심사과 - 감시안전과 |

| - 총무과 - 노동조건정책과 - 감독과 - 산재관리과 - 노동보험징수과 - 보상과 - 산재보험업무과 - 노동자생활과 | - 계획과 - 안전과 - 노동위생과 - 화학물질대책과 | - 총무과 - 고용정책과 - 고용보험과 - 노동시장센터업무실 | - 기획과 - 수급조정사무과 - 외국인고용대책과 | - 고용개발기획과 - 고령자고용대책과 - 장애인고용대책과 | - 총무과 - 능력개발과 - 육성지원과 - 능력평가과 - 해외협력과 |

| - 총무과 - 고용균등조정과 - 직업가정양립과 - 단시간·재택노동과 - 가정복지과 - 육성환경과 - 보육과 - 모자보건과 | - 총무과 - 보호과 - 지역복지과 - 복지기반과 - 원호기획과 - 원호과 - 사무과 | - 기획과 - 장애복지과 - 정신·장애보건과 | - 총무과 - 간호보험계획과 - 고령자지원과 - 진흥과 - 노인보건과 | - 총무과 - 보험과 - 국민건강보험과 - 고령자의료과 - 의료간호연계정책과 - 의료과 - 조사과 | - 총무과 - 연금과 - 국제연금과 - 기업연금국민연금기금과 - 수리과 - 사업기획과 - 사업관리과 |

#### 정책총괄관
- 참사관(4인을 둔다).
- 정책평가관

| - 질병·장애인정심사회 - 원호심사회 | - 국립의약품식품위생연구소 - 국립보건의료과학원 - 국립사회보장·인구문제연구소 - 국립감염증연구소 - 국립아동자립지원시설 - 국립장애인리허빌리테이션센터 | - 중앙주류군관계이직자등대책협의회 | 지방지분부국 지방후생국 홋카이도후생국 도호쿠후생국 간토후생국 도카이후생국 긴키후생국 주고쿠후생국 규슈후생국 | - 일본 중앙노동위원회 |

## 같이 보기
- 후생노동대신
- 후생노동부대신
- 후생노동대신정무관
- 후생노동사무차관
- 후생노동심의관
- 대한민국 보건복지부
- 대한민국 여성가족부
- 대한민국 고용노동부
- 아베노마스크